# ميام محمود
ميام محمود كاتبة ومغنية راب مصرية، ذاع صيتها باكرًا وهي في سن الثامنة عشر خلال مشاركتها في برنامج اكتشاف المواهب «أرب جوت تالنت» في أكتوبر 2013. ساعدها أدائها الرائع في الوصول إلى المرحلة قبل النهائية وذلك قبل أن تخرج من المسابقة وفقًا لتصويت الجمهور، وعلى الرغم من ذلك استمرت ميام في الغناء لجمهورها، كأول مغنية راب محجبة، كانت أغانيها تتناول الدفاع عن حقوق المرأة وإدانة مشاكل التحرش الجنسي الدائمة في مصر. في لندن في 20 مارس عام 2014 فازت ميام بجائزة اندكس للفنون.

## حياتها ومسيرتها الفنية
بدأت ميام الغناء وهي في سن العاشرة، ولم تكن أسرتها متأكدة بعد من أن الغناء مجال مناسب لها كونها فتاة في الوقت الذي كان فيه الغناء حكرًا على الذكور، ولكنها واصلت الغناء بين أفراد أسرتها والذين أظهروا قدرًا كبيرًا من الاهتمام بموهبتها، وبعد ذلك بوقت قصير سمحت لها أسرتها بتسجيل أول مقطع غنائي لها في الاسكندرية.
حصلت ميام على شهرتها في مجال الغناء وهي بعمر الثامنة عشر بعد مشاركتها في برنامج اكتشاف المواهب «أرب جوت تالنت» وصنعت اسمها بسرعة في الوسط الفني كأول مغنية راب محجبة. وتعتقد ميام أن موسيقي «الهيب هوب» هي تلك اللغة التي تمنح الأشخاص القدرة على التعبير عن مشاعرهم وأفكارهم. وبعد أدائها أمام ملايين المشاهدين في التلفزيون استمرت في الغناء لجمهورها، والذي كان أغلبه من الطلاب.
تابعت ميام الغناء بجانب دراستها في مجال الاقتصاد وأيضًا كانت تشارك العديد من القصص مع النساء حول التمييز المجتمعي الذي تتعرض له المرأة.
في عام 2013 أنشات ميام حدثًا على الموقع التواصل الاجتماعي «فيسبوك» تحت اسم «مهرجان الحرية»، والذي يسمح للمشاركين أن يتابعوا ويكتبوا عن أنشتطهم اليومية، والتي تعارض الثقافة المصرية والعادات المتعارف عليها.
الهدف من هذا الحدث هو مساعدة النساء أن يعبروا عن أنفسهن بحرية دون أن يتم تصنيفهن بناءًا على تصرفاتهن.
في مارس 2014 تم تكريمها أثناء حفل «اندكس» لحرية التعبير المقام بلندن. شاركت ميام في الحفل بأداء إحدى أغنياتها مرتدية زي طُبع عليه «من أجل المرأة».
وعلى الرغم من العقبات التي واجهتها استمرت ميام في الغناء والنضال من أجل حقوق المرأة، صرحت ميام " يُعتقد أن مشاركة المرأة في مجال الغناء يدل على سوء أخلاقها وفي حال حاولت تسجيل مقطع غنائي لها ستكون هي الأنثى الوحيدة بين مئات الرجال، وسيكون من الصعب إيجاد شريكًا لها. إن الدين لم يشكل أي عائق لها وأن حجابها هو اختيارها الشخصي." وقالت أيضًا «في حال قررت إضافة أي جديد إلى حياتي لا بد وأن يتوافق مع قناعاتي الشخصية».

## تأثيرها الاجتماعي
ذاع صيت ميام محمود في وقت كانت فيه الساحة السياسية في مصر مشتعلة. حيث غير أثر «الربيع العربي» تأثيرًا كبيرًا على الأجواء السياسية والاجتماعية في مصر وخلق نوعًا من الحراك المجتمعي بين الشباب وتعتبر ميام خير مثال على ذلك. ومن الشائع في مصر أنه في حال انحرفت الموسيقى والغناء عن النمط التقليد السائد فإنها تُقابل بقدر هائل من الانتقاد. واجهت ميام كل من الآراء الإيجابية والسلبية معًا، بعض هذه الآراء كان انفعاليا غاضبًا وكان يعتقد أنها تُسئ إلى الإسلام، بينما كان البعض الآخر يشعر بارتباط عميق تجاه أغانيها وقدموا لها الدعم كثيرًا عبر رسائل موقع التواصل الاجتماعي «فيسبوك».
وتأمل ميام بصفتها أنثى أن يكون نجاحها حافزًا للنساء خصوصًا في مصر وأن يشجعهن لتحدي العادات والتحيزات الأبوية «وفقًا لتقريرالأمم المتحدة الذي صدر في أبريل، فإن نسبة 99.3% من النساء المصريات تم تعرضهن للتحرش الجنسي مما وَلَدَّ لَدى 91% منهن الخوف أثناء تواجدهن في الشارع». وقالت ميام «أنه في كل لحظة نصمت فيها عن حقوقنا يزداد الوضع سوءًا. ربما كان السبب وراء ارتفاع نسبة التحرش الجنسي في مصربالنسبة للكثير من الأماكن الأخرى هو أننا اخترنا أن نسكت عن حقوقنا - مما جعلهم يعتقدون أن باستطاعتهم فعل المزيد والمزيد».